# Камышеватое (Кировоградская область)
Камышева́тое (укр. Комишувате) — село в Ровнянской сельской общине Новоукраинского района Кировоградской области Украины.
Население по переписи 2001 года составляло 1160 человек. Почтовый индекс — 27152. Телефонный код — 5251. Код КОАТУУ — 3524082401.

## История
В 1946 году указом ПВС УССР село Татаровка переименовано в Камышеватое.

## Известные уроженцы
- Гиталов, Александр Васильевич — (1915—1994) — новатор колхозного производства, один из инициаторов комплексной механизации возделывания сельскохозяйственных культур; бригадир тракторной бригады колхоза им. XX съезда КПСС Новоукраинского района Кировоградской области, УССР;[2][3] дважды Герой Социалистического Труда (1948, 1958)[4].